# Alvo
Alvo és una població dels Estats Units a l'estat de Nebraska. Segons el cens del 2000 tenia 142 habitants.

## Demografia
Segons el cens del 2000, Alvo tenia 142 habitants, 58 habitatges, i 41 famílies. La densitat de població era de 548,3 habitants per km².
Dels 58 habitatges en un 32,8% hi vivien nens de menys de 18 anys, en un 63,8% hi vivien parelles casades, en un 5,2% dones solteres, i en un 27,6% no eren unitats familiars. En el 25,9% dels habitatges hi vivien persones soles el 15,5% de les quals corresponia a persones de 65 anys o més que vivien soles. El nombre mitjà de persones vivint en cada habitatge era de 2,45 i el nombre mitjà de persones que vivien en cada família era de 2,9.
Per edats la població es repartia de la següent manera: un 24,6% tenia menys de 18 anys, un 4,2% entre 18 i 24, un 34,5% entre 25 i 44, un 22,5% de 45 a 60 i un 14,1% 65 anys o més.
L'edat mediana era de 38 anys. Per cada 100 dones de 18 o més anys hi havia 94,5 homes.
La renda mediana per habitatge era de 36.250 $ i la renda mediana per família de 50.208 $. Els homes tenien una renda mediana de 38.750 $ mentre que les dones 22.188 $. La renda per capita de la població era de 15.069 $. Aproximadament el 16,3% de les famílies i el 16,8% de la població estaven per davall del llindar de pobresa.

## Poblacions més properes
El següent diagrama mostra les poblacions més properes.